# Mercedes-Benz SL 63 AMG
De Mercedes-Benz SL 63 AMG is een Coupé Cabriolet van de Duitse automobielconstructeur Mercedes-Benz. De SL 63 AMG werd met de facelift van de SL begin 2008 leverbaar als opvolger van de SL 55 AMG. De auto beschikt over een 6,2-liter V8 benzinemotor van AMG die in de SL 525 pk en 630 Nm levert. Het standaard ABC-onderstel (Active Body Control) en ook het standaard ESP zijn meervoudig instelbaar (in 3 stappen).

## R230 (2008-2011)

### Prestaties
De auto gaat van 0 tot 100 km/h in 4,5 seconden en gaat door tot hij elektronisch moet ingedamd worden op 250 km/h. Van stilstand tot 200 km/h gebeurt in 14,4 seconden. De remweg vanaf 100 km/h bedraagt koud 35,8 m en warm 34,0 m. De 7-traps automaat (AMG Speedshift MCT) heeft 4 schakelprogramma's: C, S, S+ (20 % sneller dan S) en M (100 milliseconden).

### Edition IWC
In mei 2008 introduceerde Mercedes-Benz een speciale versie van de SL 63 AMG: de Edition IWC. Deze auto werd in samenwerking met horlogefabrikant IWC Schaffhausen ontwikkelt en heeft o.a. matwitte lak, nappalederen AMG-stoelen in Tobago Brown en zwart gespoten carbon-accenten. De auto werd verkocht in een gelimiteerde oplage van 200 stuks. Overigens werd er ook een IWC-horloge bij geleverd: de "Grosser Ingenieur".

## R231 (2012-heden)
In februari 2012 liet Mercedes-Benz onverwachts op het Circuit de Catalunya in Spanje de R231-generatie van de SL 63 AMG zien. Het ging hier alleen om een sneak preview, de technische gegevens kwamen pas later. De nieuwe SL 63 AMG is 125 kilo lichter en 30% zuiniger dan zijn voorganger.

### Prestaties
De SL 63 AMG heeft een kleinere motor dan zijn voorganger: een 5,5 liter V8. Geholpen door een turbo levert dit motorblok 537 pk en 800 Nm. De wagen rijdt de sprint naar de 100 km/h in 4,3 seconden. De topsnelheid is begrensd op 250 km/h maar kan optioneel verhoogd worden naar 300 km/h met de AMG Performance Package. Met dit pakket wordt ook het vermogen opgekrikt naar 564 pk en de sprint naar 100 km/h gaat dan 4,2 seconden. De SL 63 AMG heeft ook de beschikking over een 7-traps Speedshift MCT-versnellingsbak. Deze versnellingsbak kent 4 modi: C (Controlled Efficiency), S (Sport), S+ (Sport plus) en M (Manual).